# نعمة مخزنية
نعمة مخزنية أو زوفا السياج المخزنية أو عشبة الفقراء المخزنية  (الاسم العلمي: Gratiola officinalis) هي نوع من النباتات يتبع جنس الغراتيولا من الفصيلة الحملية.